# 10.000 Watts of Artificial Pleasures EP
10.000 Watts of Artificial Pleasures es un EP por la banda cyberpunk Dope Stars Inc.. El EP ya no es distribuido actualmente a causa de que la mayoría de las canciones están en el álbum [[Neuromance|
//Neuromance (enlace roto disponible en Internet Archive; véase el historial, la primera versión y la última).]] bajo el sello de Trisol Records.

## Listado de canciones
1. "10.000 Watts of Artificial Pleasures" – 4:20
2. "Plug 'N' Die" – 6:22
3. "Infection 13" – 3:30
4. "Self Destructive Corp." – 4:15
5. "Shock to the System" (Billy Idol cover) – 3:44
6. "Generation Plastic" – 4:53

## Créditos
- Victor Love - Vocalista, Guitarra, Sintetizadores, Programación, Producción
- Darin Yevonde - Bajo

Grace Khold - Arte, Teclado
- Brian Wolfram - Guitarra